# سرونگارینا
سرونگارینا (به ایتالیایی: Serrungarina) یک منطقهٔ مسکونی در ایتالیا است که در استان پزارو و اوربینو واقع شده‌است. سرونجارینا ۲۳٫۰ کیلومتر مربع مساحت و ۲٬۴۸۶ نفر جمعیت دارد و ۲۰۹ متر بالاتر از سطح دریا واقع شده‌است.